# Przybrana rodzina
Przybrana rodzina – niespokrewniona rodzina powstająca w wyniku powtórnego małżeństwa przez owdowiałego lub rozwiedzionego rodzica. Składa się ona z jednego rodzica, jego rodzonych dzieci, nowego małżonka oraz ewentualnie dzieci własnych tego nowego małżonka.
Tradycyjnej przybranej rodziny nie tworzą rodzice żyjący w konkubinacie. Przyjmując szeroką definicję rodziny, można dopuścić stosowanie tego określenia również wobec konkubentów, skoro głównym wyznacznikiem jest posiadanie niewspólnych dzieci.

## Nazewnictwo
Dla dzieci rodzica biorącego ślub jej lub jego kolejny mąż lub żona jest rodzicem przybranym, którym jest:
- ojczym[1] (niespokrewniony przybrany ojciec) lub
- macocha (niespokrewniona przybrana matka).

Dla osoby mającej małżonka, który posiada dzieci z poprzednich związków, dzieci takie nazywane są przybranymi i są to:
- pasierb (niespokrewniony przybrany syn) i
- pasierbica (niespokrewniona przybrana córka).

Wspólne dzieci rodzica rodzonego i rodzica przybranego są dla ich dzieci z poprzednich związków:
- rodzeństwem przyrodnim (przyrodni brat, przyrodnia siostra) i są z nimi bezpośrednio spokrewnione (w drugim stopniu linii bocznej).

## Rodzeństwo przybrane
Według przepisów prawa rodzinnego dzieci obojga przybranych rodziców z ich poprzednich związków nie są ze sobą spokrewnione ani spowinowacone, ale można je nazywać rodzeństwem przybranym (niekrewny przybrany brat, niekrewna przybrana siostra), choć potocznie nazywa się je również rodzeństwem przyrodnim. Sytuacja ta nie rodzi skutków prawnych takich jak w przypadku biologicznego rodzeństwa (zakaz małżeństwa, prawo do odmowy zeznań).

## Rodzice przybrani
Przybrane niespokrewnione niepełnoletnie dzieci mogą być adoptowane przez rodzica przybranego (w razie wdowieństwa z przyznaniem władzy rodzicielskiej) lub wychowywane bez zmiany statusu prawnego rodziny. Wiek (dorosłość) dzieci w chwili ślubu ich rodzica z nowym współmałżonkiem nie stanowi przeszkody w stosowaniu zwrotu przybrany wobec nowych członków rodziny.

## Wykresy genealogiczne
Wykresy genealogiczne przedstawiają relacje w rodzinie przybranej dla danego probanta:

### Dzieci
```
     (A)                 (B)                   (C)                   (D)                (E)
   poprzedni           pierwszy                                    drugi              następny
małżonek/partner    małżonek/partner         PROBANT           małżonek/partner    małżonek/partner
    osoby B           probanta C                                 probanta C         osoby B lub D
       │                  │ │                  │ │                   ││                  │
       └────────┬─────────┘ └────────┬─────────┘ └────────┬──────────┘└────────┬─────────┘
                │                    │                    │                    │
             dziecko             dziecko               dziecko            obce = cudze
            przybrane            rodzone               rodzone              dziecko
      (pasierb, pasierbica)
```

### Rodzice i rodzeństwo
```
      (A)                 (B)                  (C)                   (D)                (E)
   poprzedni            rodzic               rodzic               następny       poprzedni/następny
małżonek/partner        rodzony             rodzony           małżonek/partner    małżonek/partner
rodzica rodzonego   (ojciec/matka)        (matka/ojciec)      rodzica rodzonego     osoby A lub D
    B lub C               │ │                   │ │           (ojczym/macocha)           │
       │                  │ │                   │ │                   │ │                │
       └────────┬─────────┘ └───┬─────────┬─────┘ └────────┬──────────┘ └────────┬───────┘
                │               │         │                │                     │
          rodzeństwo        PROBANT   rodzeństwo      rodzeństwo           rodzeństwo
          przyrodnie                   rodzone        przyrodnie           „przybrane”
                                                                     (pasierb lub pasierbica
                                                                           dla rodzica C)
```

## Macocha
Macocha to dla dziecka żona rozwiedzionego lub owdowiałego wcześniej ojca. W szerokim znaczeniu tego słowa, w przypadku nieślubnych dzieci i partnerów, jest to również konkubina takiego ojca, a sam ojciec może być kawalerem.
W kulturze macocha jest przeważnie postrzegana jako zła kobieta, znęcająca się nad pasierbami, ewentualnie jako osoba oschła i obojętna. Stereotyp ten nie powstał bez powodu: dla wychodzącej za mąż kobiety potomstwo małżonka lub konkubenta może być przeszkodą w relacjach z partnerem, a wychowanie dzieci – przymusowym obciążeniem. Zwłaszcza że ją i dziecko nie łączą więzy krwi. Mimo to powoli stereotyp o złej macosze słabnie. Swój wyraz znajduje jeszcze w wyrażeniu traktować kogoś (coś) po macoszemu.
Do początków XX wieku macocha była sanacją dla wdowca, który mógł dalej pracować, pozostawiając opiekę nad dziećmi macosze (dlatego szybki ożenek następował mimo żałoby). Współcześnie, wobec niższej śmiertelności kobiet przy porodzie, macocha pojawia się w życiu dzieci częściej z powodu rozwodu.

## Dzieła kultury
Lista dzieł literackich, muzycznych, filmowych itp. odwołujących się do relacji osobistych pomiędzy rodzicem przybranym a przybranymi dziećmi:
- Kopciuszek (zła macocha) – baśń, film
- Królewna Śnieżka (zła macocha) – baśń, film, opera
- Macocha – powieść Józefa Ignacego Kraszewskiego
- Moja macocha jest kosmitką – komedia filmowa z 1988 r.
- wątek Shannon Rutherford w serialu Zagubieni
- wierszowana zagadka Andrzeja Krzyckiego na temat ojczyma i macochy
- Lolita i Czarodziej (ojczym pedofil) – książka, film
- Fineasz i Ferb – serial animowany emitowany na Disney Channel oraz Disney XD